# شهرستان کین (ایلینوی)
شهرستان کین (به انگلیسی: Kane County) یک شهرستان‌ در ایالات متحده آمریکا است که در ایلینوی واقع شده‌است. شهرستان کین ۱٬۳۵۷٫۱۶ کیلومتر مربع مساحت دارد.